# Devon Sorvari
Devon Sorvari (* in Ontario, Kanada) ist eine US-amerikanische Theater- und Filmschauspielerin sowie Hörspielsprecherin.

## Leben
Devon wurde in der südöstlichen kanadischen Provinz Ontario als Tochter US-amerikanischer Eltern geboren. Die Familie zog bald nach New Mexico in den USA, in die Nähe des astronomischen Funkobservatoriums Very Large Array. Später zogen sie nach Massachusetts. Sie erhielt ihre Equity-Karte im Alter von elf Jahren und spielte in Produktionen in Boston, darunter viele im Wheelock Family Theatre. Sie tanzte auch Hauptrollen als Mitglied der Acton School of Ballet. Sie ist Absolventin der Acton-Boxborough Regional High School und zog an ihrem 18. Geburtstag nach New York City. Sie absolvierte die Tisch School of the Arts. Sie arbeitete viele Jahre im regionalen Theater, bevor sie in der Rolle der Elaine Robinson als Teil des Ensemble von The Graduate durch das Land tourte. Anschließend zog sie nach Los Angeles und wurde an der Antaeus Theatre Company im Ensemble aufgenommen.
1998 debütierte sie im Film Hi-Life in Manhattan. Von 2005 bis 2006 hatte sie eine Rolle in der Fernsehserie Gilmore Girls inne. Es folgten Episodenrollen in Serien wie Emergency Room – Die Notaufnahme oder The Mentalist.
Seit 2007 ist sie mit dem britischen Schauspieler Steven Brand liiert. 2011 spielten sie zusammen im Spielfilm Hellraiser: Revelations – Die Offenbarung. Im 2018 erschienenen Fernsehfilm He's Watching übernahm Brand die Regie, Sorvari wirkte in einer Filmrolle mit.

## Filmografie
- 1998: Hi-Life in Manhattan
- 2000: Humidity (Kurzfilm)
- 2001: All My Children (Fernsehserie, 2 Episoden)
- 2002: Movie (Theater) Hero (Kurzfilm)
- 2003: Die Dreaming
- 2005–2006: Gilmore Girls (Fernsehserie, 4 Episoden)
- 2007: Emergency Room – Die Notaufnahme (ER) (Fernsehserie, Episode 14x06)
- 2008: The Kreutzer Sonata
- 2008: The Dark (Kurzfilm)
- 2010: The Realm
- 2011: Hellraiser: Revelations – Die Offenbarung (Hellraiser: Revelations)
- 2011: The Mentalist (Fernsehserie, Episode 3x20)
- 2015: Dark Passenger: Volume 1
- 2016: Twenty Words (Kurzfilm)
- 2018: The Darkest Minds – Die Überlebenden (The Darkest Minds)
- 2018: 'He's Watching' (Fernsehfilm)